# 15854 Нума
15854 Нума (15854 Numa) — астероїд головного поясу, відкритий 15 лютого 1996 року.
Тіссеранів параметр щодо Юпітера — 3,633.